# Penisola di Northland
La penisola di Northland è una penisola protesa nell'oceano Pacifico che costituisce la porzione settentrionale dell'Isola del Nord della Nuova Zelanda.

## Geografia
La penisola è collegata al resto dell'isola tramite l'istmo di Auckland, una stretta striscia di terra tra la baia di Waitematā e la baia di Manukau, e che corrisponde al centro dell'area metropolitana di Auckland. Essa si protende verso nord per circa 300 chilometri, raggiungendo una larghezza massima di circa 85 chilometri. Il capo Reinga ne costituisce la sua estremità settentrionale.
Le sue coste si presentano particolarmente frastagliate per via della presenza di baie, estuari e promontori, lungo il versante orientale, mentre quello occidentale ha una conformazione più lineare.
Amministrativemente parlando il territorio della penisola ricade per la maggior parte (80%) nella regione di Northland; la superficie restante appartiene invece alla regione di Auckland.